# Катажинін
Катажинін (пол. Katarzynin, нім. Katharinenhof) — село в Польщі, у гміні Косцян Косцянського повіту Великопольського воєводства.
Населення — 254 особи (2011).
У 1975-1998 роках село належало до Лешненського воєводства.

## Демографія
Демографічна структура станом на 31 березня 2011 року:
|          | Загалом | Допрацездатний вік | Працездатний вік | Постпрацездатний вік |
| -------- | ------- | ------------------ | ---------------- | -------------------- |
| Чоловіки | 130     | 32                 | 85               | 13                   |
| Жінки    | 124     | 23                 | 78               | 23                   |
| Разом    | 254     | 55                 | 163              | 36                   |